# 牧野哲大
牧野 哲大（まきの てつひろ、1934年9月- ）は、日本の料理研究家。人形作家。

## 来歴
愛知県一宮市生まれ。東京栄養食糧学校卒。同愛記念病院に栄養士として勤務。1960年に中原淳一主宰の雑誌『ジュニアそれいゆ』に料理記事を連載。女性週刊誌ではじめて料理をカラーグラビアで発表し、その後テレビ、ラジオ、新聞等でも活躍。ヨーロッパの事情に詳しく、料理と文学を結びつけるなど、ユニークな発想も得意。1962年からNHK「きょうの料理」に出演、日本初の男性料理評論家とも。人形作家としては銀座和光ギャラリーで、80年以降、仏蘭西人形の個展を8回行う。

## 著書+牧野哲朗名義の著書（※印）
- 『パーティ料理 もてなしの献立と盛りつけ』（マイライフデラックスシリーズ）（グラフ社、1977年）
- 『子どもおりょうり教室』田村セツコ絵（講談社の幼年文庫）（講談社、1978年）

- 『どんぶりとかけご飯』（マイライフシリーズ）（グラフ社、1978年）
- 『野菜の料理』（マイライフシリーズ）（グラフ社、1979年）
- 『仏蘭西人形』（雄鶏社、1979年）
- 『スパゲティとピッツア 素敵なイタリアンスナック』（マイハート・クッキング）（講談社、1981年）
- 『楽しいクッキング』（ピチレディシリーズ）（学習研究社、1981年）
- 『ミッキーのクッキング百科』（Mickey teen book）（講談社、1981年）
- 『パンの国から あなたの知らないパンのエピソードと作り方85種』（グラフ社、1982年）
- 『とっておき欧風家庭料理』（Just married cooking）（柴田書店、1983年）
- 『おしゃれなデザート&スナック』（Just married cooking）（柴田書店、1984年）
- 『かしこいキッチン・キーピング』（Just married cooking）（柴田書店、1984年）
- 『野菜のお菓子』（家の光協会、1987年）
- 『世界の家庭料理を楽しむ本』（家の光協会、1988年）
- 『洋風家庭料理レッスン』（マイライフシリーズ）（グラフ社、1988年）
- 『大きなぬいぐるみ あなただけの秘密のペットたち』（ハンドクラフトシリーズ）（グラフ社、1993年）
- 『料理塾お料理Q&A 料理書の"なぜ"にお答えします』（マイライフシリーズお料理塾シリーズ）（グラフ社、1996年）
- 『家庭で楽しむ「酒の肴」 手作りの味が111品』（マイライフシリーズ特集版）（グラフ社、1997年）
- 『650の酒肴』（柴田書店、2002年）
- 『牧野哲大のようこそ!物語のテーブルへ 読んで作って楽しむ23の物語と料理』料理・人形制作（マイライフシリーズ特集版）（グラフ社 2003年）
- 『名作童話 31篇の物語り 「子ども」も「大人」も楽しめる』（グラフ社、2003年）

- 『日本の名作二十八篇の物語り じっくり味わいしみじみ語る』（グラフ社、2004年）
- ※『離乳食』共著：高倉 厳、秋山由紀子（マイライフシリーズ）（グラフ社、1973年）
- ※『幼児食』共著：松波昭夫、津田玲子（マイライフシリーズ）（グラフ社、1973年）
- ※『夜食メニュー:家庭団らんと発育ざかりの子どものために』（料理ハンドブック;15）（ひかりのくに、1974年）
- ※『手作りおやつ』（マイライフシリーズ）（グラフ社、1974年）
- ※『幼稚園のお弁当』（マイライフシリーズ）（グラフ社、1976年）
- ※『手作りの味を楽しむパーティ学入門』（味覚選書）（柴田書店、1976年）

### 共編著
- 『ジュニア料理教室』舟木美保子共編集（ポプラ社、1984年）
- 『お米クッキング ヘルシー&おしゃれ』西川勢津子共著（家の光協会、1993年）
- 『酒のさかなレシピ158 飲みたくなる料理の決定版』大庭英子共著（グラフ社、2001年）